# Conseil de sécurité nationale (Chili)
Pour les articles homonymes, voir Conseil de sécurité nationale et Cosenza (homonymie).

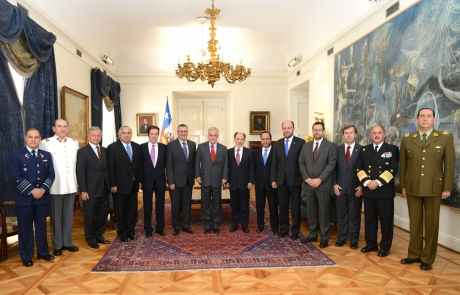
Réunion du Conseil de sécurité nationale en 2014.

Le Conseil de sécurité nationale (Consejo de Seguridad Nacional de Chile, Cosena ou Cosenza) est un organisme créé par la Constitution chilienne de 1980 qui intervient lorsque la sécurité nationale du pays est en jeu. Cet organisme créé pour protéger les intérêts futurs des forces armées dans le cadre dictature militaire d'Augusto Pinochet a vu ses pouvoirs considérablement rognés par l'amendement de la constitution de 2005.

## Contexte
Cet organisme est créé durant la dictature militaire d'Augusto Pinochet et donne initialement aux dirigeants militaires un pouvoir d'intervention important dans le processus politique du pays. Ses 10 membres sont les dirigeants des quatre corps militaires (Commandant en chef de l'armée, commandant de la Marine, commandant de la Force aérienne, directeur général de la police), le président de la République, le Président du Sénat, le Président de la Chambre des députés, le Président de la Cour suprême et le Contrôleur général de la République. Il est présidé par le Président de la République.

## Fonctionnement et rôle initial
Le Cosenza peut être réuni dès que deux membres du conseil le demandent. Les dirigeants militaires (au nombre de 4) ont donc le pouvoir d'intervenir à tout moment dans le déroulement de la vie politique et de remettre en cause les décisions du Président de la République. Le Président de la République doit avoir l'accord du Cosenza pour licencier les commandants des forces armées. Le Cosenza nomme deux des sept membres du Tribunal constitutionnel chargé de protéger la Constitution du pays et trois des neuf membres non élus du Sénat.

## Réforme de la constitution de 2005
La réforme de la Constitution votée en 2005 en fait un organisme uniquement consultatif qui ne dispose plus d'aucun pouvoir de nomination (Tribunal constitutionnel et Sénat) ou de veto (limogeage d'un commandant des forces armées). Il ne peut être réuni désormais qu'à la demande du Président de la République. La suppression de cet organisme a été proposée par Michelle Bachelet lors de sa campagne électorale en 2013.